# Казале (Ђенова)
Казале је насеље у Италији у округу Ђенова, региону Лигурија.
Према процени из 2011. у насељу је живело 74 становника. Насеље се налази на надморској висини од 218 м.